# Fútbol en Corea del Sur
El fútbol en Corea del Sur (en coreano 축구 - Chukgu) es uno de los deportes más populares del país, junto al béisbol y el taekwondo.
Este deporte llegó a la península de Corea en 1882 a través de la tripulación de un barco británico. Su desarrollo se impulsó en 1983 con la creación de la K-League, que fue la primera liga de fútbol profesional de Asia. Hoy en día, la República de Corea es una de las mayores potencias del continente.
La Asociación de Fútbol de Corea (KFA) es su máximo organismo profesional. Fue fundada en 1933, está afiliada a la FIFA desde 1948 y a la Confederación Asiática de Fútbol desde 1954. La KFA organiza el sistema de ligas coreano (K-League Classic y K-League Challenge) y la Korean FA Cup, además de gestionar la selección nacional masculina y femenina.
Según los datos de la FIFA, Corea del Sur tiene 100 clubes federados, 31.127 jugadores inscritos y más de un millón de practicantes.

## Historia

### Orígenes
Se tiene constancia de que en tiempos de los Tres Reinos de Corea, en el reino de Silla, se practicaba un juego de pelota llamado "Cuju" que está considerado el precursor del fútbol.
El fútbol asociación llegó a la península en el siglo XIX, pero existen dudas sobre el año exacto. La historia más difundida es que se introdujo en junio de 1882 cuando un barco de guerra británico, el H.M.S. Flying Fish, atracó en las costas de Jemulpo (actual Incheon). Mientras el almirante Willes firmaba un tratado de comercio con los coreanos, su tripulación comenzó a jugar al fútbol con los niños de la localidad. Sin embargo, otras fuentes señalan que no lo hizo hasta noviembre de 1896, cuando los alumnos coreanos del Royal English School de Seúl empezaron a practicarlo. El primer partido bajo reglamento se disputó el 26 de marzo de 1897, cerca de la puerta de Changnyongmun, entre los equipos de los tripulantes del buque inglés H.M.S. Narcissus y la población local.
El primer torneo se celebró en 1921, durante el periodo de ocupación japonesa. En 1928 se creó la primera federación surcoreana, aunque la fecha de nacimiento oficial de la Asociación de Fútbol de Corea (KFA) es el 19 de septiembre de 1933. Ese mismo año se inició la disputa de un torneo semiprofesional entre las ciudades de Kyungsung (actual Seúl) y Pyongyang, en vigor hasta el estallido de la guerra de Corea. En 1935 el Kyungsung ganó la Copa del Emperador.

### Fútbol en Corea del Sur

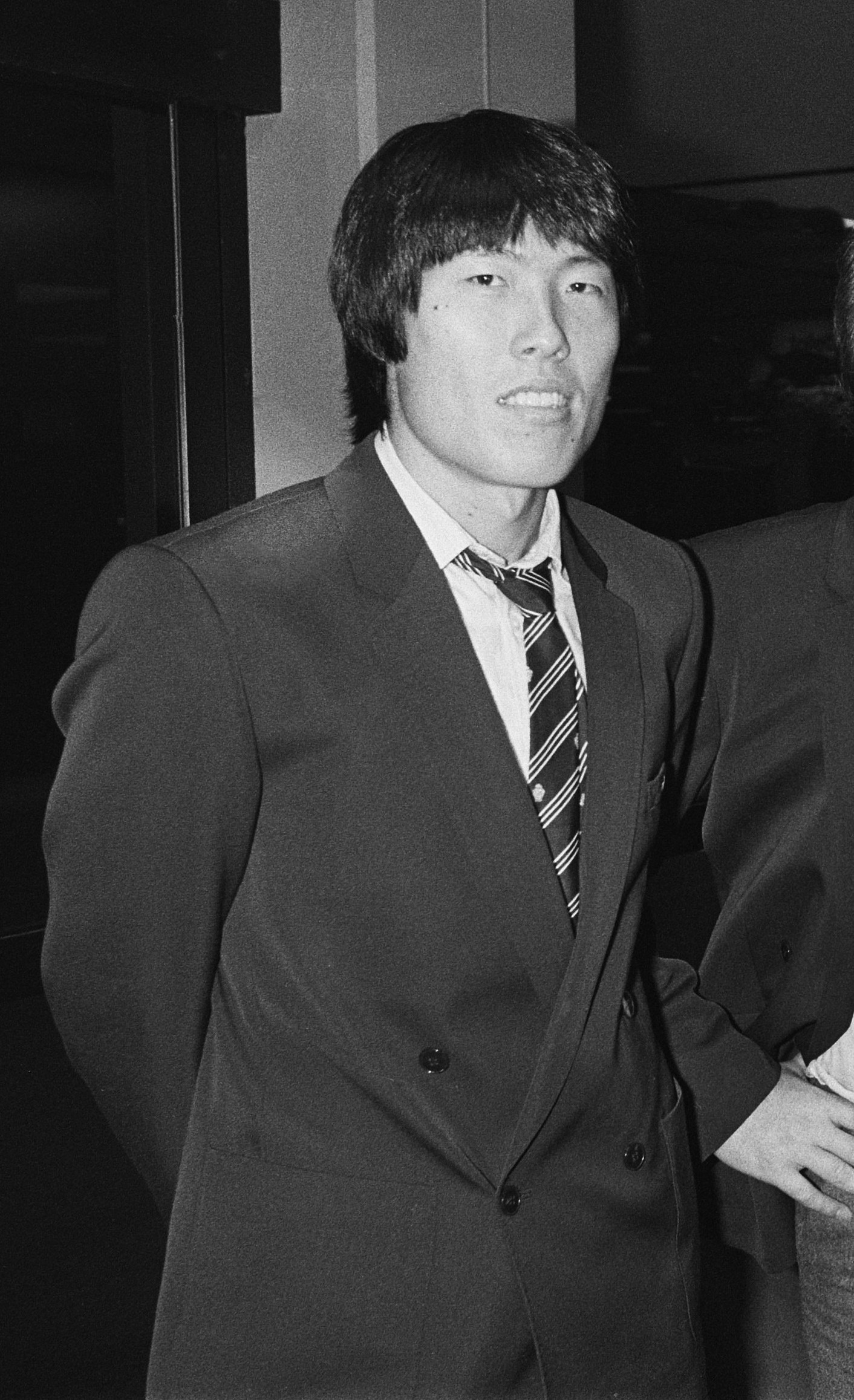
Cha Bum-kun fue el "Mejor jugador asiático del Siglo XX" según la IFFHS.

Cuando Corea del Sur recobró la independencia, la KFA reinició su actividad y en 1948 se afilió a la FIFA. La selección nacional masculina pudo participar en los Juegos Olímpicos de Londres 1948 y disputó su primer partido oficial el 2 de agosto contra México, a la que derrotó por 5:3. No obstante, en cuartos de final cayó ante Suecia por un contundente 0:12. En 1954 ingresó en la Confederación Asiática y en marzo de ese mismo año logró meterse en la Copa Mundial de Fútbol 1954 tras eliminar a Japón. Su trayectoria en el torneo intercontinental no fue buena, pues no pasaron de la fase de grupos y sufrieron abultadas derrotas (0:9 de Hungría y 0:7 de Turquía). Más tarde, el país se hizo con las dos primeras Copas Asiáticas de 1956 y 1960).
En 1946 se puso en marcha el "Campeonato Nacional de Fútbol de Corea", celebrado sin interrupciones desde 1955 hasta el 2000. En ella se enfrentaban los equipos semiprofesionales, amateur y universitarios en eliminación directa. Por otra parte, en 1964 nació la "Liga Nacional Semiprofesional de Corea", primer torneo de liga que seguía un formato de Apertura (primavera) y Clausura (otoño). Sus participantes estaban vinculados a los conglomerados empresariales (chaebol) y los futbolistas tenían una relación laboral, aunque muchos de ellos eran de facto profesionales. A finales de la década de 1970 algunos surcoreanos debutaron en las ligas europeas, como Cha Bum-kun (Alemania) y Huh Jung-moo (Países Bajos).
La Federación creó en 1983 la que fue la primera liga profesional de Asia, la "Superliga de Corea" (actual K-League), formada por franquicias vinculadas a las mayores empresas del país. Si bien este torneo necesitó tiempo para asentarse, su desarrollo fue muy beneficioso para el fútbol nacional, que se convirtió en una de las mayores potencias en su continente. En 1985 consiguió clasificarse para el Mundial de 1986 tras treinta y dos años de ausencia; desde entonces no se han perdido una sola edición. Y a nivel de clubes, Daewoo Royals fue el primero en llevarse la Copa de Asia 1986, un trofeo que los surcoreanos dominaron en la década de 1990.
Corea del Sur organizó junto a Japón la Copa Mundial de Fútbol de 2002, que impulsó la popularidad de este deporte. Los "Diablos Rojos" fueron la gran revelación: pasaron a la fase eliminatoria como líder del grupo D, eliminaron a Italia (octavos de final) y España (cuartos de final) y en las semifinales cayeron por la mínima frente a Alemania (1:0). Al final quedaron en cuarto lugar, al perder por 2:3 contra Turquía.
En 2013 se creó una segunda división profesional, la K-League Challenge. La máxima categoría pasó a llamarse K-League Classic.

## Competiciones oficiales entre clubes

### Campeonatos de fútbol masculino
En Corea del Sur, la temporada de fútbol suele empezar en marzo y termina a principios de diciembre, dejando libres los meses de invierno. El sistema de ligas está controlado por la Asociación de Fútbol de Corea (KFA).
La liga profesional es la K-League, compuesta por dos divisiones. Mantiene un sistema de participación cerrada: los miembros deben cumplir con los requisitos impuestos por la organización. Si no lo hacen, pueden inscribirse en otra liga inferior o desaparecer. Un club de las categorías inferiores no puede ascender a este sistema por méritos deportivos.
- K-League Classic: máxima categoría profesional, creada en 1983. Está formada por doce equipos.
- K-League Challenge: segunda división profesional, creada en 2013. Está formada por diez equipos.
- Korean FA Cup (Korean FA Cup): principal torneo de copa de Corea del Sur, está formado no solo por los miembros de la K-League, sino por los equipos de las principales categorías inferiores y los mejores del fútbol universitario.

Por debajo se encuentran los torneos semiprofesionales, no conectados con la estructura de la K-League.
- Liga Nacional de Corea (Korea National League): tercera división, semiprofesional. Participan 10 equipos. Primero se disputa una temporada regular con tres rondas. Después, los cuatro primeros van a un play-off por el título.
- Challengers League: cuarta división, formada por equipos amateur. Se divide en dos grupos que juegan una temporada regular. Cuando ésta concluye, los dos líderes de cada grupo disputan una fase eliminatoria por el título.
- U-League: liga universitaria de fútbol.

### Campeonatos de fútbol femenino
La WK-League es la máxima categoría del fútbol femenino surcoreano. Se fundó en 2008 y su primera temporada se celebró un año después. Participan 8 equipos que disputan una liga regular, a ida y vuelta. El equipo con más puntos es el campeón. Se disputa en las mismas fechas que los torneos de fútbol masculino.

## Selecciones

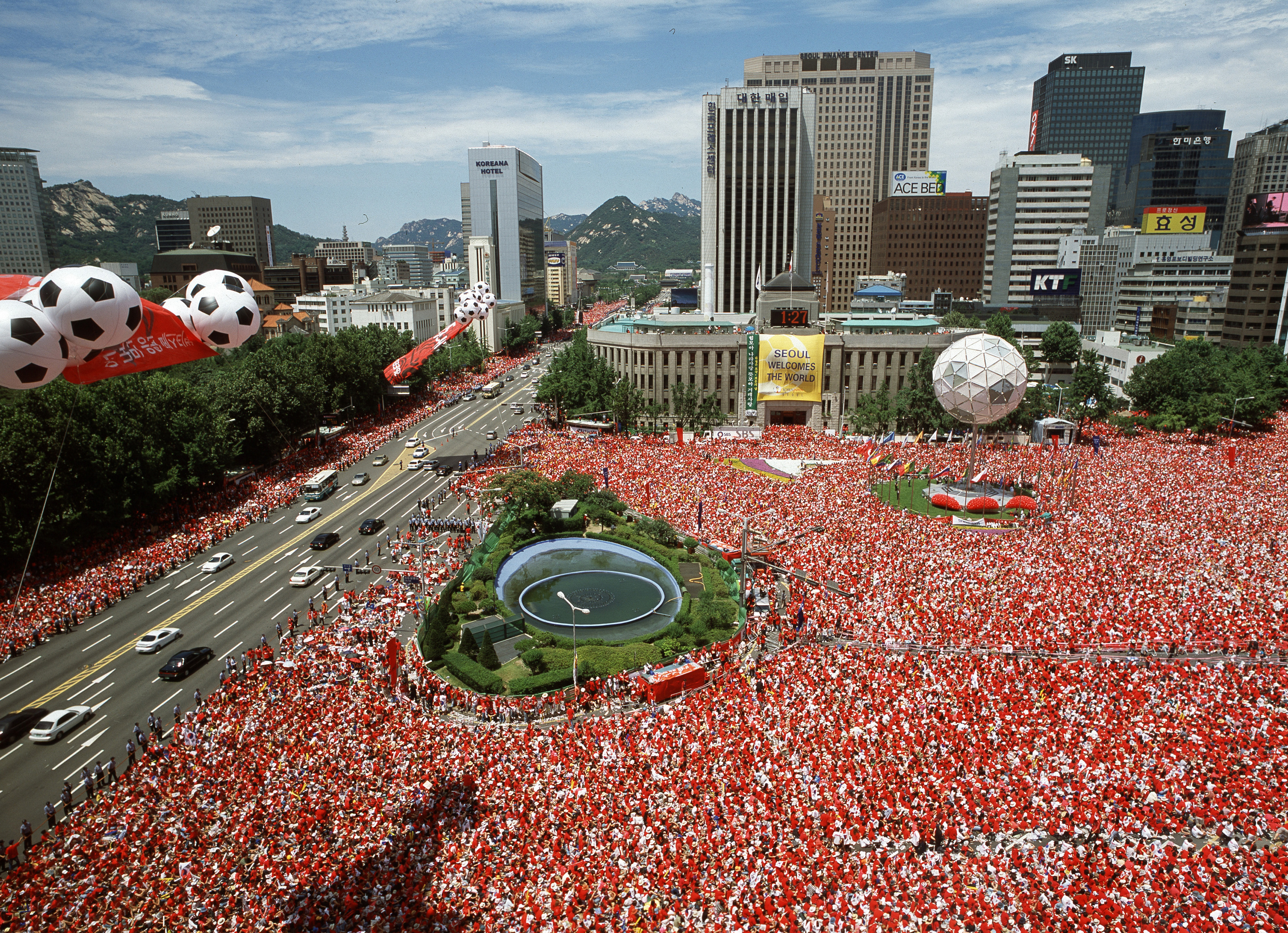
Plaza de Seúl, Copa Mundial de la FIFA 2002.

### Selección masculina
La selección de Corea del Sur, en sus distintas categorías, está controlada por la Asociación de Fútbol de Corea. A la masculina se la llama también "Guerreros Taegeuk" o "Los diablos rojos" (Red Devils), en referencia a su equipación roja y su grupo de aficionados. El país forma parte de la Confederación Asiática de Fútbol (AFC) desde 1954. Su primer partido oficial, en su denominación actual, fue el 2 de agosto de 1948 contra México en los Juegos Olímpicos de Londres, a la que derrotó por 5:3.
Ha logrado clasificarse para doce Copas Mundiales de Fútbol y una Copa Confederaciones. En su palmarés internacional figuran dos Copas Asiáticas (1956 y 1960) y tres Juegos Asiáticos (1970, 1978 y 1986).
La primera vez jugó un Mundial fue en la edición de Suiza 1954, siendo el segundo estado asiático en lograrlo tras las Indias Orientales Neerlandesas (actual Indonesia) en 1938. Luego de 32 años de ausencia, certificó su clasificación para México 1986 y desde entonces no se ha perdido una sola edición. Su mejor actuación fue en la Copa Mundial de Fútbol de 2002: bajo las órdenes de Guus Hiddink, Corea del Sur llegó hasta semifinales y alcanzó la cuarta posición, el mejor puesto conseguido hasta la fecha por una nación de Asia.
Corea del Sur, como potencia de la AFC, tiene serios rivales en el panorama internacional. El más importante es Japón, con el que se disputa la hegemonía del fútbol asiático. Este duelo se conoce como Nikkansen o Haniljeon y está considerado un choque de sentimientos y orgullos, que transcurre más allá de lo deportivo. También mantiene una fuerte rivalidad con Corea del Norte.
El jugador que más veces ha sido internacional es Hong Myung-bo (136 partidos), mientras que el máximo goleador es Cha Bum-kun (55 goles).

### Selección femenina
La selección femenina de Corea del Sur disputó su primer partido el 6 de septiembre de 1990 en Seúl ante Japón. Se las conoce como "Chicas Taegeuk".
El desempeño de la selección femenina ha sido bastante inferior al de su contraparte masculina. Sin ningún título oficial en sus vitrinas, solo ha podido clasificarse una vez para la Copa Mundial Femenina de Fútbol en su edición de 2003, en la que no pasaron de la fase de grupos. Sus mejores actuaciones se han dado en las competencias asiáticas, llegando a la tercera posición en la Copa Asiática femenina de la AFC de 2003.
Lee Myung-hwa ostenta el récord de internacionalidades con un total de 81 convocatorias. Cha Sung-mi es la máxima goleadora con 29 tantos.

## Clubes

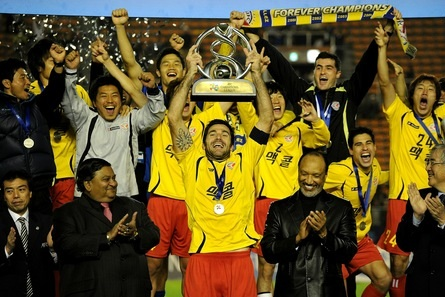
La plantilla del Seongnam Ilhwa Chunma celebra la Liga de Campeones de la AFC 2010.

Según los datos de la FIFA, Corea del Sur tiene 100 clubes de fútbol reconocidos y más de 1.090.000 futbolistas, de los cuales solo 31.127 son jugadores federados.
Los equipos profesionales más importantes participan en la K League Classic y la K League Challenge. Casi todos fueron fundados a partir de la década de 1980. La KFA limita la participación mediante la concesión de plazas o expansiones. Hay nueve clubes que han ganado la liga coreana en al menos una ocasión: Seongnam Ilhwa Chunma (7), FC Seoul y Pohang Steelers (5), Suwon Samsung Bluewings y Busan IPark (4), Ulsan Hyundai y Jeonbuk Hyundai Motors (2) y Jeju United y Hallelujah FC (1).
Durante la década de 1980 la mayoría de los equipos surcoreanos se crearon a partir de los equipos de las grandes empresas (chaebol) y seguían controlados por las mismas. Algunos ejemplos fueron los de Hyundai (Hyundai Horang-i), Daewoo (Busan Daewoo Royals), Samsung (Suwon Samsung Bluewings), Ilhwa (Ilhwa Chunma) o LG (Lucky Goldstar Hwangso). Hoy en día, todos esos clubes han reducido su vinculación empresarial y estrechado sus lazos con las ciudades que les acogen.
A partir de los años 1990 se comenzaron a crear los llamados "clubes comunitarios" donde los propietarios eran la ciudad y sus habitantes, mientras que el apoyo empresarial se reducía al patrocinio. El primero en seguir esa fórmula fue el Daejeon Citizen (1997), cuyo presidente es el alcalde de Daejeon, y después surgieron otros como el Daegu F.C., Incheon United, Gyeongnam F.C. y Gangwon F.C.
Al margen de las categorías senior, las principales universidades del país cuentan con sus propios clubes que disputan una liga nacional (U-League).

### Servicio militar
En Corea del Sur, el servicio militar es obligatorio antes de los 28 años y dura 24 meses. Los jugadores profesionales están obligados a cumplirlo. Durante ese tiempo, pueden ir cedidos a los equipos de fútbol de las fuerzas de seguridad del estado.
Los que acogen a los futbolistas más importantes son el Sangju Sangmu, equipo de las Fuerzas Armadas de la República de Corea, y el Ansan Police F.C., de la Agencia Nacional de la Policía. Ambos juegan en la K-League Challenge (segunda división). Los jugadores que aceptan ir cedidos por dos temporadas obtienen un salvoconducto con el que evitan ejercer las labores propias del reclutamiento, además de un salario superior al de otros militares en formación. A cambio, estas entidades no pueden contratar personal extranjero y tienen un límite salarial muy restringido.
El Gobierno de la República puede conceder la exención del deber militar por méritos deportivos. La plantilla de Corea del Sur en la Copa Mundial de Fútbol de 2002 se benefició de esta medida como premio a su cuarto puesto.

## Futbolistas
Corea del Sur se dio a conocer a nivel internacional en la década de 1980, gracias a los éxitos de sus clubes en torneos internacionales y las primeras salidas de algunos jugadores a las ligas extranjeras. El pionero fue el delantero Cha Bum-kun, quien fichó en 1978 por el SV Darmstadt 98 y triunfó en la Bundesliga de Alemania con el Eintracht Frankfurt y el Bayer Leverkusen. A la lista se sumaron el centrocampista Huh Jung-moo (tres años en el PSV Eindhoven neerlandés) y el defensor Cho Young-jeung (en Estados Unidos). Sin embargo, fueron las excepciones porque la gran mayoría de internacionales no salieron del país.
El número de surcoreanos en el extranjero aumentó notablemente a partir de la década de 1990. Para el Mundial de 1994 había solo dos nacionales que jugaban fuera: Kim Joo-sung (VfL Bochum) y Noh Jung-yoon (Sanfrecce Hiroshima). Sin embargo, para la Copa Mundial de Fútbol de 2002 el número había crecido y surgió una generación encabezada por Ahn Jung-hwan, Lee Chun-soo, Yoo Sang-chul, Hong Myung-bo, Seo Jung-won, Seol Ki-hyeon o Cha Du-ri, entre otros nombres, que pudieron desarrollar su carrera en las principales ligas europeas y asiáticas.
En 2005, Park Ji-sung se convirtió en el primer surcoreano que firmó por el Manchester United, uno de los clubes más potentes de la Premier League.  Y en 2008, Park Chu-young jugó en el fútbol francés (AS Mónaco) antes de fichar por el Arsenal F.C. en la temporada 2011-12. Por otro lado, el extremo Son Heung-min se marchó con 16 años a Alemania para formarse en las categorías juveniles del Hamburgo SV, donde permaneció hasta que en 2013 el Bayer Leverkusen pagó 10 millones de euros por su traspaso. Ahora es una de las máximas estrellas del equipo inglés Totthenham Hotspur que pagó 30 millones por él en 2015.